# Axel Jungk
Axel Jungk (Zschopau, 5 maart 1991) is een Duits skeletonracer.

## Carrière
In 2012 nam Jungk deel aan de Wereldkampioenschappen skeleton in Lake Placid. Hij eindigde op de 22e plaats.
Jungk maakte zijn wereldbekerdebuut in Lake Placid op 12 december 2014. Hij eindigde meteen op de vierde plaats. In het eindklassement van de Wereldbeker skeleton 2014/2015 eindigde hij op de 3e plaats. Op de Wereldkampioenschappen skeleton 2015 behaalde Jungk met zijn landgenoten de gouden medaille in de teamwedstrijd. In het individuele nummer werd Jungk vierde. Ook op de Wereldkampioenschappen skeleton 2016 in Igls maakte hij deel uit van het winnende team in de landenwedstrijd. Dit maal eindigde Jungk als vierde in het individuele nummer. In Königssee nam de Duitser deel aan de wereldkampioenschappen skeleton 2017. Op dit toernooi veroverde hij de zilveren medaille in de individuele wedstrijd, in de landenwedstrijd werd hij wederom wereldkampioen.

## Resultaten

### Olympische Spelen
| Jaar | Plaats      | Resultaat |
| ---- | ----------- | --------- |
| 2018 | Pyeongchang | 7e        |
| 2022 | Peking      | Zilver    |

### Wereldkampioenschappen
| Jaar | Plaats      | Resultaat                           |
| ---- | ----------- | ----------------------------------- |
| 2012 | Lake Placid | 22e Individueel                     |
| 2015 | Winterberg  | 6e Individueel · Landenwedstrijd    |
| 2016 | Igls        | 4e Individueel · Landenwedstrijd    |
| 2017 | Königssee   | Individueel · Landenwedstrijd       |
| 2019 | Whistler    | 10e individueel DNF Landenwedstrijd |
| 2020 | Altenberg   | individueel                         |

### Wereldbeker
Eindklasseringen
| Seizoen   | Rang   |
| --------- | ------ |
| 2014/2015 | Brons  |
| 2015/2016 | 4e     |
| 2016/2017 | 4e     |
| 2017/2018 | Zilver |
| 2018/2019 | 5e     |
| 2019/2020 | 7e     |
| 2020/2021 | 31e    |
| 2021/2022 | Zilver |
| 2022/2023 | 5e     |

Wereldbekerzeges
| Datum           | Plaats      |
| --------------- | ----------- |
| 19 januari 2018 | Königssee   |
| 8 december 2019 | Lake Placid |
| 3 december 2021 | Altenberg   |